# مقاطعة غلوستر (نيو جيرسي)
مقاطعة غلوستر (بالإنجليزية: Gloucester County, New Jersey)‏ هي إحدى مقاطعات ولاية نيو جيرسي في الولايات المتحدة. ، بلغ عدد سكانها 288288 نسمة في عام 2010 حسب إحصاء مكتب تعداد الولايات المتحدة وتصل الكثافة السكانية فيها 342.3 نسمة/كم2.

## أعلام
- جويل بارلو ساذرلاند
- صموئيل جيبس فرينش

## وصلات خارجية
- www.co.gloucester.nj.us
- United States Counties